# Siegfried Meurer
Joachim Siegfried Meurer (Dresden, 9 de maio de 1908 — Kreuth, 2 de dezembro de 1997) foi um engenheiro mecânico alemão.
Desenvolveu o Motor M da MAN SE.
Meurer estudou engenharia mecânica na Universidade Técnica de Dresden, onde aliou-se à Studentenverbindung "Corps Altsachsen Dresden", e foi lá até 1938 assistente. Em 1937 doutourou-se com tese sobre indicadores piezoelétricos como sensores.

## Condecorações
- 1959 Doutor honoris causa em Karlsruhe
- 1968 Anel Werner von Siemens
- 1974 Medalha Wilhelm Exner
- 1975 Medalha Internacional James Watt
- 1977 Membro da Society of Automotive Engineers
- 1982 Doutor honoris causa da Universidade Loughborough